# Castello di Roccella Ionica
Il Castello di Roccella Ionica è un'antica fortificazione calabrese del comune di Roccella Ionica.

## La storia

### Le origini
Nel X secolo il paese venne chiamato "Rupella", poi "Arocella", fino al nome in uso di "Roccella", a causa della sua localizzazione sulla rocca.
Vanta origini molto antiche, che si presume risalgano fino all'epoca della Magna Grecia. Storicamente è stata identificata con l'antica località di Amfissa, ricordata nei poemi del poeta romano Ovidio. In contrada Focà è stato ritrovato un edificio a blocchi di calcare e dei reperti in terracotta facenti parte di una presunta tomba monumentale del IV secolo a.C..

### Il periodo normanno
Il castello di Roccella Jonica fu fondato in periodo normanno.
Nell'XI secolo, i Normanni, considerati barbari e guerrieri, avidi di ricchezze e potere, giunsero in Italia e furono reclutati come mercenari dai signori della zona, affinché difendessero il Meridione dai Saraceni.
Il potere dei Normanni e le loro conoscenze sull'Italia aumentarono dopo essere stati al servizio dei Longobardi e dopo aver combattuto a fianco dei Bizantini. Queste esperienze li resero più consapevoli della situazione italiana, soprattutto dal punto di vista della difesa e del livello di preparazione degli eserciti degli Stati contro i quali o per i quali avevano combattuto.

### Il periodo angioino

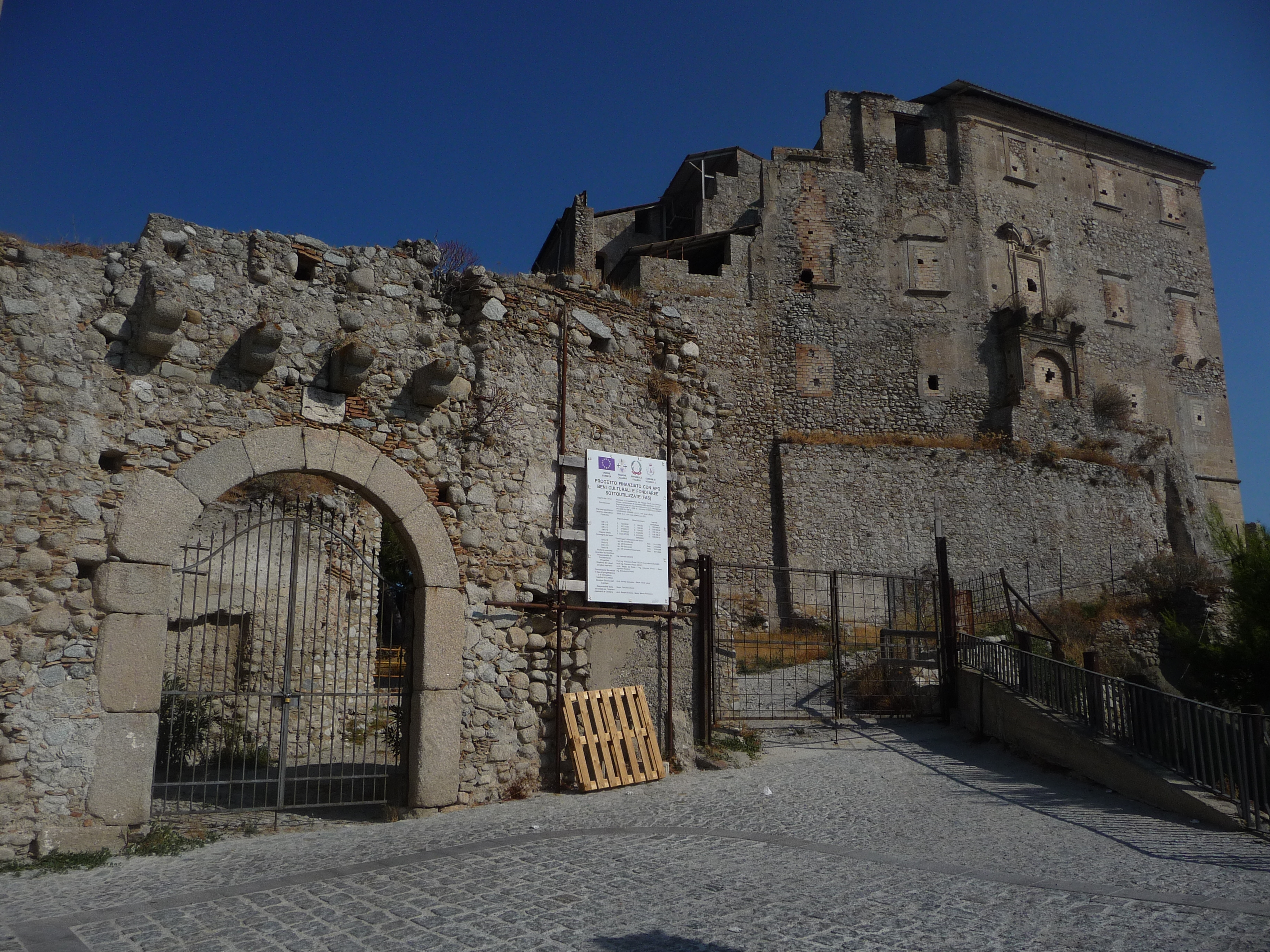
Palazzo Carafa e ingresso della città murata

Al 1270 risale il primo documento che testimonia l'esistenza di Roccella Ionica: in esso è registrata la vendita del castello donato a Gualtiero di Collepietro da parte di Carlo I d'Angiò. Fu un importante feudo e rocca difensiva della costa, come simboleggiato anche nel gonfalone araldico, che rappresenta il patrono san Vittore di Marsiglia che sconfigge un pirata turco.
Nei secoli il castello passò a diverse famiglie nobiliari, tra queste i Ruffo, i Centelles e i Carafa della Spina.

### Il Castello oggi
Nel 1700 il castello fu restaurato dai Principi Carafa. La chiesa di San Nicola di Bari fu costruita agli inizi del XX secolo in sostituzione della precedente Chiesa, che si trova tutt'oggi incorporata nel castello dei Carafa. Dalla vecchia matrice, infatti, furono trasferiti alla nuova tutti gli altari e le statue. Al suo interno la chiesa si presenta a 3 navate; nel presbiterio si trovano l'altare maggiore datato 1763 e la volta affrescata dal pittore roccellese Raffaele Ursini.